# Cascade (Capercaillie)
Cascade è il primo album del gruppo musicale scozzese dei Capercaillie, pubblicato dalla Etive Records nel 1984.
Il disco fu registrato nel luglio dello stesso anno al Palladium Studios di Edimburgo, Scozia (Gran Bretagna).

## Tracce
Lato A
1. The Little Cascade – 1:49 (G.S. Mc Lennan)
2. An Eala Bhan – 3:45 (D. MacDonald)
3. Marc's Set – 3:30 (a) D. MacIntyre b) Brano tradizionale c) Brano tradizionale, arr.; D. MacLeod)
4. Milleadh Nam Braithrean – 3:39 (Brano tradizionale)
5. Reels – 3:00 (Brani tradizionali)

Lato B
1. An t-Iarla Diurach – 3:37 (Brano tradizionale)
2. Jigs – 4:33 (a) C. MacGee b) Brano tradizionale c) D. Shaw)
3. Elean A'Cheo – 3:48 (Mary MacPherson)
4. Maighdeanan na h'Airidh – 3:27 (Brano tradizionale)
5. Maggie's Megaset – 5:10 (a) Brano tradizionale b) Brano tradizionale c) D.R. MacDonald d) Brano tradizionale)

## Musicisti
- Karen Matheson - voce solista
- Shaun Craig - bouzouki, chitarra
- Donald Shaw - accordion, tastiere, voce
- Joan MacLachlan - fiddle, voce
- Marc Duff - recorder, fischietto (whistle), rauschpfeife
- Martin McLeod - basso, fiddle